# ضبط زوايا الإطارات
ضبط زوايا الإطارات هو جزء من صيانة السيارات التي تتكون من ضبط زوايا الإطارات وفقًا لمواصفات الشركة المصنعة للسيارة. والغرض من هذا الضبط هو تقليل تآكل الإطارات والتأكد من أن سير السيارة يكون مستقيماً وصحيحاً يمكن أيضًا تغيير زوايا المحاذاة بما يتجاوز مواصفات الصانع للحصول على خاصية محددة. قد تتطلب تطبيقات رياضة السيارات والطرق الوعرة تعديل الزوايا بشكل يتجاوز المعدل الطبيعي لأسباب متنوعة. عدم ضبط زوايا الإطار يؤدي إلى مشاكل في التوجيه، واتزان السيارة، وتآكل في الإطارات، وزيادة استهلاك الوقود.

## تصنيف زوايا الإطار
هناك العديد من زوايا الإطار بالسيارة والتي يمكن تقسيمها كالتالي:
- زوايا الإطار الأمامي وزوايا الإطار الخلفي.
- زوايا قابلة للضبط وزوايا ثابتة (غير قابلة للضبط).
- زوايا خاصة بميل الإطار وزوايا خاصة بميل محور توجيه الإطار.

### زوايا الإطار
1- زاوية كاستر(زاوية ميل محور توجيه الإطاربالنسبة للمستوى الرأسي، للخلف أو للأمام)
2- زاوية الكامبر (زاوية ميل الإطاربالنسبة للمستوى الرأسي، حول المحور العرضي للعجلة)
3- زاوية التو إن (ميل الإطار بالنسبة للمستوي الرأسي، حول المحور الرأسي للعجلة)
4- زاوية استيرنج أكسل (ميل محور توجيه الإطاربالنسبة للمستوى الرأسي، للداخل أو الخارج)
5- زاوية كاستر(الزاوية موجبة بالشكل)
6- زاوية ميل محور توجيه الإطار (الزاوية موجبة بالشكل)
- ميل محور توجيه الإطارموازي لمستوي الإطارة. تكون زاوية كاسترموجبه عندما تميل النقطة العليا لمحور التوجيه لاتجاه مؤخرة السيارة.
- ميل محور توجيه الإطارعمودي على مستوى الإطارة. تكون زاوية ميل محور توجيه الإطارموجبة عندما تميل النقطة العليا لمحور التوجيه لداخل السيارة.

1- زاوية كاستر Castor (Caster,US) angle :
زاوية كاسترهي زاوية ميل محور توجيه الإطار للخلف أو الأمام بالنسبة للمستوي الرأسي عند النظر إليها من الجانب. عند توجيه الإطار، فإنها تدور حول محور مثبت في نظام التعليق. كاسترهي زاوية ميل هذا المحور، وهي زاوية مقاسه بالدرجات.
عند النظر من السيارة من الجنب في حالة أن أعلى نقطة للمحور تتجه ناحية خلف السيارة، فإن زاوية كاسترتعتبر موجبة (+)، وفي حالة أنها تتجه ناحية المقدمة فإن الزاوية كاستر تكون سالبة (-).
وتكون زاوية كاسترهي أول زاوية في ترتيب ضبط الزوايا عند القيام بضبط زوايا الإطار. زاوية كاسترلكل عجلة على نفس المحور يجب أن تكون متساوية، في حالة عدم تساوي زاويتي كاسترعلى نفس المحور يؤدي ذلك إلى انحراف السيارة إلى الجانب الذي تكون فيه زاوية كاستر أقل.
يؤدي وجود زاوية كاستر موجبة بالإطار على جعل الإطار يسير ذاتيا في خط مستقيم، هذا يعني أن السائق لا يحتاج إلى المحافظة على توجيه السيارة عند السير في خط مستقيم. وتؤثر زاوية كاسترعلى التحكم في الاتجاه لنظام التوجيه ولكن لا تؤثر على تآكل الإطارات. وتتأثر زاوية كاستر بارتفاع السيارة، ولهذا فإنه من المهم المحافظة على ارتفاع الجسم المصمم عليه، فتحميل السيارة أكثر من اللازم أو وجود نابض خلفي ضعيف سوف يؤثر على زاوية كاستر.
معظم السيارات لها زاوية كاستر موجبة. ولكن معظم السيارات ما قبل 1975 كان لها زويا كاستر سالبة وهناك سببين لذلك: الزاوية السالبة تسهل عملية التوجيه (الاحتياج إلى قوة أقل في توجيه السيارة). والسبب الأخر أن السيارات في هذا الوقت لم تكن مجهزة بإطارات رديل (قطرية)، فالإطارات الغير قطرية عندها خاصية الانبعاج عند السرعات العالية بحيث أن منطقة التلامس تتحرك للخلف بالنسبة لمركز الإطارة، مؤدية إلى تلاقي محور زاوية كاسترأمام منطقة التلامس، وبذلك تصبح زاوية كاسترموجبة مع زيادة السرعة. عند تركيب إطارات قطرية (التي ليس لها هذه الخاصية) في تلك السيارات فإن تلك السيارات سوف تعاني من مشاكل زوايا كاسترالسالبة.
الشائع أن زاوية كاستر(ميل- المحور الرئيسي Kingpin أو الخط الوهمي المار بين مركز الوصلة الكروية العليا إلى مركز الوصلة الكروية السفلى- عن الرأسي) تكون في حدود 2 درجة. وقد تصل في بعض السيارات إلى 10 درجات لتحسين عمل زاوية الكامبر في رجوع الإطاربعد التحويد، ولكن تحتاج السيارة لتوجيه مؤزّر power steering للتغلب على صعوبة التوجيه مع زيادة زاوية كاستر.
تأثير اختلاف زاوية كاسترعن القيمة المطلوبة:
| المشكلة                          | التأثير                                                                                                   |
| -------------------------------- | --- |
| زاوية كاستر موجبة أكثر من اللازم | 1) صعوبة في التوجيه 2) أحساس أكثر بمطبات الطريق 3) اهتزاز الإطارات                                        |
| زاوية كاستر سالبة أكثر من اللازم | 1) توهان السيارة (السيارة يصعب التحكم فيها) 2) التأرجح من الشمال لليمين 3) عدم الاتزان في السرعات العالية |
| عدم تساوي زاوية كاستر للعجلتين   | 1) انحراف ناحية الإطارالتي بها زاوية كاستر: الأكثر قيمة سالبة/ الأقل قيمة موجبة                           |

في معظم سيارات الدفع الأمامي تكون زاوية كاسترمثل زاوية الكامبر ليس لها ضبط.
زاوية كاستر بالنسبة لمحور الدفع:
تكون زاوية كاسترموجبه لسيارات الدفع الخلفي وتكون سالبة لسيارات الجر الأمامي. هذا الضبط لزاوية كاستريؤدي إلى تولد عزم ذاتي لتعديل مسار الإطارللأمام. هذا العزم الناتج يزداد مع السرعة ومع زيادة جهد الجر.
تركيبة فورلوف Vorlauf geometry
في هذا التصميم تم زيادة زاوية كاستر دون زيادة أثر زاوية كاستر(المسافة التقاء المحور الرئيسي عن المحور الرأسي للإطار ) عن طريق تأخير المحور الرئيسي عن مركز الإطار. وهذا يعطي توجيه متزن للأمام عند السرعات العالية، وأداء أفضل في التحويد. زيادة الأثر سوف يؤثر على التوجيه في حالة عدم استواء الطريق بشكل ملحوظ.
2- زاوية الكامبرCamber angle
- زاوية الكامبر (زاوية ميل الإطاربالنسبة للمستوى الرأسي عند النظر إليها من الأمام) وهي زاوية مقاسه بالدرجات، وعند وجود زاوية كامبر تظهر الإطارمائلة على سطح الطريق (غير عمودية).

في حالة أن النقطة العليا في الإطار تكون مائل عن الرأسي لناحية خارج السيارة تكون زاوية الكامبر موجبة، في حالة أنها مائلة ناحية داخل السيارة فتكون زاوية الكامبر سالبة.
- في حالة أن زاوية الكامبر غير مضبوطة، فسوف يكون هناك تآكل في جانب من جوانب الإطار. في حالة أن زاوية الكامبر سالبة فسيكون هناك تأكل من الجانب الداخلي للإطار. وفي حالة أن زاوية الكامبر موجبة فسيكون هناك تآكل من الجانب الخارجي.

```
	
(شكل تآكل الإطار من الداخل أو من الخارج)
```

- في حالة أن هناك اختلاف في زاوية الكامبر من جانب إلى أخر سيكون هناك مشكلة انحراف السيارة للجهة التي بها زاوية الكامبر الأكثر إيجابيا.وهي زاوية صغيرة تصل إلى 2 درجة. وتضبط زاوية الكامبر لتكون متساوية للعجلات على نفس المحور.

الغرض من وجود زاوية الكامبر:
- عند عمل زاوية كامبر للإطار، فإن الزاوية تعمل على انبعاج الإطارة، هذا الانبعاج يقوم بامتصاص الحركة البسيطة نتيجة عدم استواء الأرض وعدم نقلها إلى وصلات التوجيه.
- وتعمل زاوية الكامبر لتعويض ميل الطريق (ارتفاع الطريق من المنتصف وانخفاضه من الجوانب لتصريف المياه، بحيث تصبح الإطارعمودية على الطريق المحدب.
- وكذلك لتعويض وزن السيارة والركاب على المحور.

تحليل ردود فعل الوزن على الإطارمع وجود زاوية الكامبر
- في حالة أن زاوية الكامبر تساوي صفر فإن رد فعل الحمل من الأرض F’ سوف يمر بطرف محور الإطارمما قد يؤدي إلى ثنية. ميل الإطارأدي إلى أن قوة رد الفعل F العمودية سوف تمر بالجزء ذو القطر الأكبر من محور الإطارة
- القوة F يمكن تحليها إلى مركبتين F1 في الاتجاه العمودي على محور الإطارة، وF2 الموازية لمحور الإطارة. القوة F1 تكون ذات قيمة أُقل والقوة F2 تمنع الإطارمن الاندفاع للخارج، وتمنع انزلاقها من على العمود.
- لسنوات عديدة كان السائد هو ضبط زاوية الكامبر من الصفر إلى القليل من الزاوية الموجبة لتعوض تحميل السيارة، ولكن الضبط الحالي هو جعل الإطارلها زاوية كامبر سالبة قليلة لزيادة اتزان السيارة (زيادة تلاصق السيارة عند التحويد) وتحسين التعامل معها. ففي حالة أن زاوية الكامبر صفر فإنه في حالة عملية التحويد فإن الإطارترتفع عن الأرض من الداخل وتقل بذلك مساحة التلامس، أما في حالة وجود زاوية كامبر سالبة، فإن ذلك سوف يقلل من حدوث هذه الظاهرة، وغالبا ما تستخدم زاوية الكامبر الموجبة هذه الأيام في سيارات خارج الطريق حيث تقلل زاوية الكامبر الموجبة جهد التوجيه.
- في السيارة القديمة ذات تعليق المقصى ات double wishbone suspension كان يمكن أجراء ضبط زاوية الكامبر ولكن السيارات الحالية ذات تعليق ماكفرسون McPherson strut suspensions فإن الزاوية تكون غير قابلة للضبط.

تأثير اختلاف زاوية الكامبر عن القيمة المطلوبة:
- المشكلة
- التأثير

زاوية كامبر موجبة أكثر من اللازم
- تآكل مبكر في الإطار من الخارج
- تآكل شديد في أجزاء التعليق

زاوية كامبر سالبة أكثر من اللازم
- تآكل مبكر في الإطار من الداخل
- تآكل شديد في أجزاء التعليق

عدم تساوي زاوية الكامبر للعجلتين
- يحدث انحراف ناحية الإطارالتي بها زاوية كامبر: الأكثر قيمة موجبة

زاوية لم المقدمة (تو إن) Toe in :
زاوية تو إن (هي مقدار ميل الإطار للداخل عند النظر إلى الإطارات من الأمام). قياس لم المقدمة تقاس بالفرق بين المسافة مقدمة الإطارات وخلفية الإطارات. وتقاس بجزء من البوصة بالنظام الإنجليزي أو بالمم بالنظام المتري. وفي الغالب تضبط قريبة من الصفر، إي أن الإطارات تكون متوازية. ولم المقدمة تعني أن المسافة بين مقدمة الإطارات تكون أقل من المسافة بين خلفية الإطارات. وزاوية فتح المقدمة تكون بالعكس.
لم المقدمة = البعد بين مقدمة الإطار – البعد من مؤخرة الإطار
```
     = (أ) – (ب)
```

- في حالة عدم ضبط زاوية لم المقدمة يكون هناك تآكل في الإطارين معاً. هذا الشكل من التآكل يكون كأسنان المنشار.
- في حالة أن الطرف الحاد من الإطار يتجه إلى منتصف السيارة فإن ذلك يدل على أن هناك زاوية كبيرة للم المقدمة. وفي حالة أن الطرف الحاد للإطار يتجه إلى خارج السيارة فيدل ذلك على أن هناك زاوية كبيرة لفتح المقدمة.

شكل اتجاه الطرف الحاد من الإطار
- يعني بكلمة تو إن هو جعل الإصبع الكبير للقدم toe متجه للداخل in عند الوقوف
- يعني بكلمة تو أوت هو جعل الإصبع الكبير للقدم toe متجه للخارج out عند الوقوف

الغرض من وجود زاوية لم المقدمة:
1. تقوم زاوية لم المقدمة بإلغاء تأثير وجود زاوية الكامبر، حيث أن الإطار الذي به زاوية كامبر موجبة يتحرك كجزء من مخروط كما هو موضح بالشكل. عند تحريك المخروط للإمام فأن الإطارلن تتحرك في خط مستقيم وإنما سوف تسير في دائرة، أي أن الإطارتحاول الاتجاه للخارج. ولهذا يتم ضبط التو إن للداخل عندما تكون السيارة ساكنة، أي أن اتجاه الإطاريكون للداخل ويعادل حركتها في المخروط للخارج، أي أن عند الحركة للأمام تصبح الإطارفي وضع الاتجاه للأمام.[5]

1. مع زيادة السرعة تحاول الإطارات الانفتاح للخارج ولذلك تضبط للداخل لتعديل تأثير الفتح، مع زيادة السرعة تصبح الإطارموجه للأمام.

1. زاوية لم المقدمة تكون هي أخر زاوية يتم ضبطها في عملية ضبط زوايا الإطار. زاوية لم المقدمة وفتحها يمكن ضبطها في معظم السيارات للعجلات الأمامية. وفي بعض السيارات يمكن أيضاً ضبط لم المقدمة وفتحها للعجلات الخلفية.

- زاوية ميل المحور الرئيسي King Pin Inclination KPI (أو ميل محور التوجيه Steering/ Swivel Axis Inclination SAI )

يقاس ميل محور التوجيه بالدرجات. وهذا الميل للمحور عن الرأسي عندما ينظر إلى الإطارمن الأمام. ويكون في حدود من 6-7 درجات. ويطلق على الزاوية في الشاحنات والسيارات القديمة زاوية ميل المحور الرئيسي (التي تستخدم محور رئيسي بدل الوصلات الكروية). ميل المحور يؤدي إلى تقليل مسافة عدم التلاقي (المسافة بين خط ميل المحور الرأسي/ محور الإطارمع محور التوجيه) والتي يطلق عليها نصف قطر الاحتكاك.
هذا الميل يعطي أيضاً مقدار ضئيل من استعدال الإطارة. عند تحويد الإطار حول المحور الرئيسي فإن مقدمة السيارة ترتفع قليلاً، وبذلك يساعد وزن السيارة على إعادة الإطارإلى التوجه للأمام وفي حال كانت قيمة الزاوية غير صحيحة فيؤدي ذلك إلى عدم استقرار أو ضعف في رجوع الإطار بعد التحويد أو انحراف في ناحية الإطار ذات الزاوية الأقل أو صعوبة في التوجيه.
- الزاوية الشاملة (المتضمنة) Included angle

الزاوية الشاملة هي الزاوية بين محور الإطار ومحور التوجيه، وهي لا تقاس مباشرة وإنما تساوي مجموع زاوية الكامبر + زاوية ميل محور التوجيه. في حال كانت زاوية الكامبر سالبة، فإن الزاوية الشاملة تكون أقل من زاوية ميل المحور، وفي حالة كانت زاوية الكامبر موجبة فإن الزاوية الشاملة تكون أكبر. يجب أن تكون الزاوية الشاملة متساوية في الإطارتين على نفس المحور
- نصف قطر الاحتكاك (مسافة عدم تلاقي المحورين Scrub radius (the offset

نصف قطر الاحتكاك هو المسافة بين نقطة تلاقي محور التوجيه بالأرض ونقطة تلاقي محور الإطار بالأرض. ويجب أن يكون متساوي للعجلتين على نفس المحور، في حالة عدم تحقق ذلك فسوف يكون هناك جذب شديد لعجلة القيادة عند كل السرعات. نصف قطر الاحتكاك يتأثر بالزاوية الشاملة ويؤثر عليه أيضا اختلاف والإطارات أو اختلاف ضغط الإطارات الذي يؤدي إلى اختلاف في نصف قطر الاحتكاك لكل عجلة على نفس المحور. ويكون نصف قطر الاحتكاك موجب عندما يكون أثر الإطار خارج محور التوجيه، ويكون سالب عندما يكون أثر الإطار داخل محور التوجيه (سيارات الجر الأمامي دائماً لها نصف قطر احتكاك سالب).
في حالة الفرملة تكون هناك واحدة من الإطارات الأمامية لا تفرمل (كما في حالة وجود تسرب لسائل الفرامل في إحدى دائرتي الفرامل المزدوجة القطرية) ويؤدي ذلك إلى انحراف السيارة. في حالة أن قطر الاحتكاك سالب للعجلات الأمامية يقل انحراف السيارة. ولذلك تركب الفرامل المزدوجة القطرية (شكل ×) على سيارات الجر الأمامي ذات نصف قطر الاحتكاك السالب. وتركب الفرامل المزدوجة الأمامي- خلفي (شكل II) على سيارات الدفع الخلفي ذات نصف قطر الاحتكاك الموجب.
نصف قطر الاحتكاك يصمم في المصنع ولا يتم ضبطه. في حالة أن سيارتك تنحرف أن هناك جذب لعجلة القيادة، مع أن ضبط الزوايا سليم، أبحث عن الأسباب الأخرى المؤثرة على نصف قطر الاحتكاك.

## مشاكل أخرى تخص ضبط الإطار
1- تأخر الإطار (اختلاف تساوي مقدمة الإطار) wheel set back:
تأخر الإطار يقصد به رجوع إحدى الإطارات الأمامية للخلف. وجود تلك المشكلة ومع استخدام أجهزة ضبط زويا الإطار التي تعمل على المحور الأمامي فقط، يؤدي إلى عدم دقة زاوية التو إن. للعمل مع هذه الأجهزة يجب التأكد من مقدار تأخر الإطار (6-7 ملم مسموح بها لبعض المصنعين). أكثر من ذلك احتمال وجود وصلة معوجة. أو يفضل استخدام أجهزة تعمل على ضبط الأربع عجلات.
2- انحراف الإطار للجنب (انحراف المحور الخلفي للجنب) axle set side:
تحدث نتيجة عدم تطابق أثر الإطار الأمامي مع الإطار الخلفي، نتيجة اعوجاج الشاسية أو تركيب خطئ للمحور الخلفي.
3- زاوية الدفع thrust angle:
هي الزاوية المكونة من اتجاه دفع الإطار الخلفي بالنسبة للمحور الطولي للسيارة. في حالة أن هذه الزاوية ليست صفر فسيكون هناك عدم استقامة لعجلة القيادة. الحل الأمثل هو ضبط زاوية تو إن الإطار الخلفي أولاً (للسيارة التي تسمح بالضبط الخلفي) ثم القيام بضبط زاوية تو إن الإطار الأمامي. في حالة عدم القدرة على القيام بالضبط الخلفي للعجل، يضبط تو إن الإطار الأمامي مع الأخذ في الاعتبار تلك المشكلة، للسماح باستقامة عجلة القيادة.
4- استقامة عجلة القيادة steering center:
عجلة القيادة يجب أن تكون مستقيمة عند حركة السيارة في طريق مستقيم ومستوي. عدم تركيب الإطار في مكانه الصحيح، غالباً ما يكون هو السبب الرئيسي وراء ذلك وتظهر بعد عملية ضبط الزوايا. في حالة افتراض أن عجلة القيادة لم يتغير وضعها، فإن عدم الاستقامة تكون نتيجة مشكلة في زاويا التو إن للعجل الأمامي والخلفي. عند ضبط استقامة عجلة القيادة يجب ضبط التو إن الخلفي أولاً لجعل محور الدفع متطابق مع المحور الطولي للسيارة قدر الإمكان. ثم يتم تثبيت وضع عجلة القيادة في وضع الاستقامة، أثناء ضبط زاوية لم المقدمة الأمامية. قبل تثبيت عجلة القيادة يجب إدارة المحرك ولف عجلة القيادة لليمين واليسار عدة مرات، للتخلص من أي تحميل لصمام مؤازرة التوجيه. وبعد الضبط يجب إدارة المحرك للتأكد من عدم تحميل الصمام.
بعض الطرق تصمم بها ميل لتصريف مياه الأمطار، وهذه تؤدي إلى عدم استقامة عجلة القيادة عند السير عليها في خط مستقيم (السير في الجانب الأيمن من الطريق) يكون هناك ظهور لعدم استقامة الإطارعند السير للأمام، وانحرافها ناحية اليسار.
يمكن تعديل ذلك، حسب ما يسمح به ضبط زوايا الإطار من فرق زوايا من جانب لأخر، كالتالي:
- يمكن ضبط زاوية كاسترالشمال بأن تكون أكثر سلبياً (0.5 درجة).
- يمكن ضبط زاوية الكامبر الشمال بأن تكون أكثر ايجابية من الإطار اليمنى.

5- ارتفاع السيارة riding height:
ارتفاع السيارة يقاس في الغالب بالبوصة أو المليمتر، من المقص للأرض. ويسمح بأن يكون هناك اختلاف في حدود البوصة (25.4 مم) من جانب لأخر ومن الأمام للخلف. هذا الارتفاع لا يمكن ضبطه وتستثنى السيارات التي بها عمود لي torsion bar. الحل الوحيد لتعديل ذلك هو تغيير النابض (يجب تغيير النوابض على نفس المحور بالكامل). التغيير في ارتفاع السيارة سوف يؤثر في زاوية الكامبر وزاوية التو إن، ولهذا عند تغيير النابض أو إعادة ضبط عمود اللي يجب التأكد من الزوايا للمحافظة على تآكل الإطارات. الشيء الوحيد الذي يدل على أن النابض ضعيف هو نقص في الارتفاع، في حالة أن الارتفاع سليم إذا فالنابض سليم.